# Haritz Zunzunegui
Haritz Zunzunegui (* 1. Mai 1975 in Tolosa) ist ein ehemaliger spanischer Skilangläufer.

## Werdegang
Zunzunegui startete in der Saison 1994/95 erstmals im Continental-Cup in Seefeld in Tirol und belegte dabei den 64. Platz über 15 km klassisch. Sein Debüt im Weltcup hatte er zu Beginn der Saison 1996/97 in Kiruna, welches er auf dem 93. Platz über 10 km Freistil beendete. Im weiteren Saisonverlauf errang er bei der Winter-Universiade 1997 in Muju den 12. Platz über 30 km Freistil und bei den nordischen Skiweltmeisterschaften 1997 in Trondheim den 90. Platz über 10 km klassisch und den 71. Platz über 30 km Freistil. Im folgenden Jahr nahm er bei den Olympischen Winterspielen in Nagano am 50-km-Lauf teil, den er aber vorzeitig beendete. In der Saison 1999/2000 kam er im Continental-Cup viermal unter die ersten Zehn und erreichte mit Platz drei über 30 km Freistil in Garmisch-Partenkirchen seine einzige Podestplatzierung bei dieser Rennserie. In der folgenden Saison errang er in Beitostølen mit dem 44. Platz über 10 km Freistil seine beste Einzelplatzierung im Weltcup und belegte bei den nordischen Skiweltmeisterschaften 2001 in Lahti den 68. Platz in der Doppelverfolgung, den 47. Rang über 30 km klassisch und den 31. Platz über 50 km Freistil. Im folgenden Jahr kam er bei den Olympischen Winterspielen in Salt Lake City auf den 54. Platz im Skiathlon und auf den 41. Rang im 30-km-Massenstartrennen. Seine letzten internationalen Rennen absolvierte er bei der Winter-Universiade 2003 in Tarvisio. Dort lief er auf den 32. Platz im Sprint, auf den 31. Rang über 10 km klassisch und auf den 24. Platz im 30-km-Massenstartrennen.